# Matthew Smith (Fußballspieler, 1999)
Matthew Robert Smith (* 22. November 1999 in Redditch, England) ist ein walisisch-englischer Fußballspieler. Er ist auf dem Spielfeld in Mittelfeld beheimatet und führt diese Rolle dort defensiv aus.

## Karriere

### Verein
Zur Saison 2013/14 wechselte er von der Jugend von West Bromwich Albion in die von Manchester City. Hier durchlief er die weiteren U-Mannschaften und wurde schließlich von der U23 aus für die Spielzeit 2018/19 in die Niederlande zu Twente Enschede verliehen, wo er über die komplette Saison fast immer auf dem Platz stand. Für die erste Hälfte der Folgesaison ging es dann per Leihe zu den Queens Park Rangers sowie für die Rückrunde zu Charlton Athletic. Im Oktober 2020 folgte mit den Doncaster Rovers die vierte Leihstation, wo er bis zum Ende der laufenden Spielzeit verblieb. Von August des Jahres 2021 bis Januar 2022 stand er dann leihweise bei Hull City noch einmal im Kader. Danach endete sein Vertrag bei City dann auch und er schloss sich mit einem neuen Vertrag den MK Dons in der League Two an.

### Nationalmannschaft
Seinen ersten Einsatz im Dress der walisischen A-Nationalmannschaft hatte er am 28. Mai 2018 bei einem 0:0-Freundschaftsspiel gegen Mexiko, als er zur 81. Minute für Tom Lawrence eingewechselt wurde. Nach weiteren Freundschaftsspielen und Partien der UEFA Nations League 2018/19 wurde er auch ab März 2019 in der Qualifikation für die Europameisterschaft 2020 eingesetzt. In den nächsten Jahren kam er auch weiterhin bei verschiedensten Partien zum Einsatz.
Zur Weltmeisterschaft 2022 wurde er für den Mannschaftskader bei der Endrunde nominiert.